# Anolis eugenegrahami
El Anolis eugenegrahami es un lagarto de tamaño mediano, con una longitud total que varía entre 5 y 7 centímetros. Tiene una coloración predominantemente oscura, con tonos marrón o negro en su cuerpo. Su cola es larga y delgada, adaptada para trepar y equilibrarse en su hábitat arbóreo.

## Hábitat y Ecología
Este lagarto se encuentra principalmente en entornos forestales y cerca de cuerpos de agua, lo que sugiere una preferencia por hábitats semi-acuáticos. Se le ha observado en bosques y áreas cercanas a arroyos y ríos. Su dieta consiste principalmente en insectos y otros invertebrados que encuentra entre la vegetación.

## Estado de Conservación
Según la Lista Roja de la UICN, el Anolis eugenegrahami está clasificado como En Peligro Crítico. Esto se debe a la disminución de su población y la pérdida de su hábitat natural debido a actividades humanas como la deforestación y la conversión de tierras para la agricultura.

## Etimología
El nombre específico eugenegrahami fue dado en honor a Eugene D. Graham Jr., quien fue uno de los codescubridores de este lagarto junto con Thomas Thurmond y Schwartz.